# Kut (genre)
Genre
Kut est un genre d'araignées aranéomorphes de la famille des Dysderidae.

## Distribution
Les espèces de ce genre sont endémiques de Turquie.

## Liste des espèces
Selon World Spider Catalog (version 20.5, 26/11/2019)
- Kut dimensis Kunt, Elverici, Yağmur & Özkütük, 2019
- Kut izmiricus Kunt, Elverici, Yağmur & Özkütük, 2019
- Kut troglophilus (Brignoli, 1978)

## Publication originale
- Kunt, Elverici, Yağmur & Özkütük, 2019 : Kut gen. nov., a new troglomorphic spider genus from Turkey (Araneae, Dysderidae). Subterranean Biology, vol. 32, p. 95-109 (texte intégral).